# Tuostach
Der Tuostach (russisch Туостах) ist ein 271 km langer rechter Nebenfluss der Adytscha im Flusssystem der Jana in Sibirien (Russland, Asien). 
Der Fluss entsteht in der Nähe des Polarkreises im hier knapp 2500 m hohen Tscherskigebirge aus den Quellflüssen Chara-Salaa (Хара-Салаа, auch Chara-Sala) und Bodymba (Бодымба, auch Boldymba). Danach fließt er bis zu seiner Mündung in die Adytscha in nordwestlichen Richtungen durch eine breite Senke, in der er viele Arme bildet. In Mündungsnähe ist der Tuostach 130 m breit und 2,0 m tief; die Strömungsgeschwindigkeit beträgt 1,2 m/s2.
Das Einzugsgebiet des Tuostach umfasst 20.000 km² und liegt vollständig auf dem Territorium der Republik Sacha (Jakutien).
Der Fluss gefriert von Oktober bis Mai/ Anfang Juni.